# توني هيومز
توني هيومز (بالإنجليزية: Tony Humes)‏ هو لاعب كرة قدم ومدرب كرة قدم بريطاني، ولد في 19 مارس 1966 في Blyth, Northumberland ‏ في المملكة المتحدة. لعب مع إيبسويتش تاون ونادي ريكسهام.